# Cars Quatre Roues Rallye
Pour les articles homonymes, voir Cars.
Cars Quatre Roues Rallye, ou Cars Race Rally en anglais, est une attraction du parc Walt Disney Studios sur le thème du film Cars (2006). Elle se situe dans la zone Worlds of Pixar, en face de l'attraction Crush's Coaster.

## L'attraction
L'attraction est un Demolition Derby reproduisant la station service et le désert autour de la petite ville de Radiator Springs. Le visiteur est invité à participer aux cours de l'auto école de dérapage à bord de voitures créées spécialement pour l'attraction.  
Le décor comprend un rocher en forme de bouchon de radiateur ainsi qu'un arrière-plan peint en trompe-l'œil, imitant les formations rocheuses du Grand Canyon.

### Description
Le visiteur embarque dans un des véhicules qui est fixé sur l'un des deux doubles plateaux au sol de l'attraction. 
Fonctionnant avec un système de changement automatique de plateau, la voiture dans laquelle se trouve le visiteur change de plateau en effectuant une inversion de rotation ce qui entraîne les véhicules dans un parcours en 8. 
Chaque voiture tourne en plus sur elle-même.

### Les données techniques
- Ouverture : 9 juin 2007[1]
- Conception : Zamperla, Walt Disney Imagineering
- Capacité : 650 personnes/heure
- Nombre de véhicules : 12
- Capacité par véhicule : 2 adultes, 2 enfants
- Durée du tour : 1 min 30
- Situation : 48° 52′ 04″ N, 2° 46′ 41″ E